# 아카시 (방호순양함)
아카시(明石)는 일본 제국 해군의 스마형 방호순양함 2번함이다. 함 명은 효고현의 경승지 ‘아카시우라’(明石浦)를 따서 이름 붙였다.

## 개요
1894년 요코스카 해군 조선소에서 기공하여, 1899년 3월 30일에 준공하였고, 삼등순양함으로 분류되었다.
의화단 운동이 발발하자 1900년 8월부터 11월에 걸쳐 대구, 즈푸 방면에 출동했다.
1904년 발발한 러일 전쟁 시에는 제물포 해전, 여순항 포위 작전, 울산 해전 (직접 전투에 참여하지는 않음), 쓰시마 해전 등에 참전했다. 1904년 12월 10일, 뤼순 앞바다에서 기뢰를 맞아 대파되어 수리를 했다.
1912년 8월 28일, 이등함으로 등급이 변경되었다.
제1차 세계 대전에서 칭다오 공략전에 참가를 했고, 이후 술루해, 인도양, 지중해에서 작전을 맡았다. 1920년, 시베리아 출병에 따른니콜라옙스크 사건에 대처하기 위해 연해주 경계 임무를 맡았다.
1921년 9월 1일, 이등해방함 등급으로 변경되었고, 1928년 4월 1일에 퇴역하여 7월 6일 폐함 제2호로 가칭했다.
1930년 8월 3일, 이즈오섬 동남쪽에서 급강하 폭격의 실함 표적이 되어 바다에 침몰했다.